# スリーダイヤ

スリーダイヤ

スリーダイヤあるいは三菱マーク（みつびしマーク）は、三菱鉛筆、旧三菱財閥の流れを汲む三菱グループ及び関連会社で使用される商標（ロゴタイプ）のこと。

## 商標登録
三菱鉛筆のスリーダイヤは、眞崎鉛筆時代の1903年1月9日に出願され、同年2月27日に商標登録された（登録商標第18865号、商標権者は眞崎仁六）。1901年の逓信省（現在の総務省）御用品として採用された『局用鉛筆』の記念として考案された。『局用鉛筆』の硬度が一号から三号までの三種類あったことと、眞崎家（当時の社長は眞崎仁六）の家紋「三つ鱗」（みつうろこ）から図案化された。
三菱財閥を発端とする三菱グループのスリーダイヤは、岩崎家（旧三菱財閥創業家）の家紋「三階菱」と、山内家（土佐藩主家）の家紋「三つ柏」から考案されたものである。起源は土佐藩開成館時代にさかのぼり、藩船は山内家の「三つ柏」の紋を船旗あるいは舳先に着けていたことによるもの。その後九十九商会の船旗号として採用され「三角菱」と呼ばれた。「三角菱」の図案は中央の丸から3方向の放射線状に細い菱形を配置した形であった。ひし形の先端内角の角度は当初30度程度であったが現在は60度である。
三菱史料館の成田誠一は、「三角菱」のデザインについて「いくら社会の変革期だったといえ、主君に仕える身で自分の家紋と恐れ多くも主君の家紋を足して二で割るというような発想をするだろうか」と考察し、この時点では「山内家の家紋の三ツ柏をデザイン化したもの、と考える方が自然」と結論付けている。また、廃藩置県で土佐藩が解体されると、岩崎彌太郎は船旗号の「井の字」への改変を指示したが、九十九商会の三菱商会への改称後、現行のスリーダイヤに落ち着いた。これについては、成田は三角菱とスリーダイヤのデザインを比較した上で、「岩崎家の『重ね三階菱』の菱形が意識され、「柏を菱で置きかえるのだ」という気迫が込められた可能性は十分ある」と見解を示している。

「三つ鱗」と呼ばれる家紋
土佐山内家が用いていた「土佐柏」
岩崎家が用いていた「重ね三階菱」

また、1919年には松田工業（現マツダトータルソリューションズ）「三菱サイダー」の商標として登録し、弘乳舎が九州地区を中心に製造販売していた。同製品の商標は2014年に三菱商事が取得し、2017年5月31日をもって販売終了となった。
三菱グループの見解によると、スリーダイヤを最初に考案したのは岩崎彌太郎である。明治6年（1873年）4月、弟の岩崎彌之助への手紙に「三菱は（原文は黒色白抜き）なり」と書かれていたという。
日本で商標登録が制度化されたのは1884年であるが（商標法参照）、この時点で三菱マーク、あるいはスリーダイヤを商標登録した者はいなかった。

最初に登録したのは1903年、前述の眞崎鉛筆の「鉛筆、ペン」での登録であり、1907年には日本皮革（現：ニッピ）が「調帯」で、1910年には内田商店が「福神漬」で、1911年にはよしのや（吉野家とは無関係）が「清酒」で、1912年には三菱名刺が「名刺用紙」で登録した。

三菱財閥（本社に当たる三菱合資の申請）が商標を取得したのは1914年で、当時の67商品種別中、7種別での登録であった（化学品のうち胆ばん、銑鉄・鋼鉄・銅・錫・鉛などの金属および半加工品、貴金属のうち金・銀、汽缶・汽機・発電機など他の種別に属しない機械機器およびその各部、電気諸機械器具およびその各部、船舶・車輛・その他運搬用機械器具およびその各部、蚕豆・大豆・胡麻・その他の穀菜類）。
1919年、三菱合資は商標をグループ各社に移譲することになり、商標登録の重要性が認知されてきたことから、三菱財閥に一見無関係な分野の商標も取得する方針になった。この間にも、前述の松田工業が清涼飲料水で商標を取得している。
商標登録は先願主義であり、「その商標を先に使用していたか否かにかかわらず、先に出願した者に登録を認める先願主義という考え方を採用しています」（特許庁）。従って、スリーダイヤの考案および使用開始時期は三菱財閥が先だったとしても、先に出願した眞崎鉛筆（三菱鉛筆）など他社の権利を、三菱グループは否定できないのである。
このような歴史的な経緯から、スリーダイヤは三菱鉛筆、三菱グループ各社によって会社のロゴマークや社旗・社章等に使用されている。

## 三菱社名商標委員会
第三者によって、不正に使用されることを防止するために、三菱社名商標委員会が結成され、三菱の商号とマークの管理を行っている。しかし上記のように歴史的に先に登録が行われた三菱鉛筆については管理外となっている。
三菱社名商標委員会の下部組織である三菱商標事務打合会では、1959年の商標法改正を機に、1961年に『三菱マーク使用基準』を作成し、詳細な使用基準が定められた。同書は1966年、1974年に改訂された。基本原則として、「使用する主体は三菱会社自体でなければならない」「使用にあたって三菱会社全体への配慮を行う」「マークを使用する商品、サービスが優秀でなければならない」「第3者に対しては三菱マークおよび類似マークも使用を許してはならない」などを定めている。すなわち、三菱グループだから三菱商標を使えるわけではなく、グループ内でも「優秀」と認められた企業・商品に使用を認める位置づけとなっている。
さらに、三菱グループ以外の第三者と取引した場合や「第3者で、例外的に三菱マークの商標登録を行っている者（三菱鉛筆など）」に関する注意事項などを、詳細に定めている。
会員一覧（2020年7月現在　26社） 
- 三菱重工業株式会社
- 三菱ガス化学株式会社
- 三菱倉庫株式会社
- 三菱ケミカル株式会社
- 株式会社三菱ケミカルホールディングス
- 株式会社三菱UFJ銀行
- 日本郵船株式会社
- 三菱UFJ信託銀行株式会社
- 東京海上日動火災保険株式会社
- 三菱マテリアル株式会社
- 明治安田生命保険相互会社
- 三菱地所株式会社
- キリンホールディングス株式会社
- 三菱電機株式会社
- 株式会社ニコン
- 三菱商事株式会社
- 三菱自動車工業株式会社
- ENEOSホールディングス株式会社
- 三菱ふそうトラック・バス株式会社
- AGC株式会社
- 株式会社ピーエス三菱
- 三菱製鋼株式会社
- 三菱製紙株式会社
- 株式会社三菱総合研究所
- 三菱化工機株式会社
- 三菱UFJ証券ホールディングス株式会社

## 三菱を名乗った事件
2007年、三菱グループと無関係であるにもかかわらず、「三菱アーバン株式会社」、「三菱ゼオライト株式会社」を含む複数の会社が「岩崎三菱会」に属するなどと称して、「三菱」の名称・商号・「スリーダイヤ」マークを使用して、投資の勧誘を行うという事件があり、投資会社幹部が逮捕された。この事件を受けて、三菱グループのホームページと同グループの一部の会社のホームページに、これらとは無関係である旨のお知らせが掲載された。また、三菱グループのポータルサイト「mitsubishi.com」にも、三菱グループで『三菱』が社名につく会社の一覧のページが設けられている。
これ以前にも、「三菱」を無断で称する金融業者があり（このうち「三菱第一信用株式会社」は2003年6月に商標法と出資法違反で逮捕者が出ている）、東京三菱銀行 → 三菱UFJ銀行では、新たなケースが出るたびに注意喚起と詐称者に関する情報提供の呼びかけを行っている。

## その他
- 三菱グループでは「ダイヤモンド」や「ダイヤ」に由来する名称を使用することがよくある。例えば「ダイヤモンドカップゴルフ」[注釈 2]やかつて放送されていたテレビ番組「三菱ダイヤモンド・サッカー」およびラジオ番組「三菱ダイヤモンドハイウェイ」などがある。また、具体的な商品名には以下のような例がある。
  - 三菱自動車：プラウディア、ディアマンテ（diamante=スペイン語で「ダイヤモンド」）、コルディア、トレディア(三つのダイヤモンドでまさに三菱のこと。三菱グループが経営するホテルにも同じ名が与えられていたことがある。)、ランサーセディア、レッドダイヤモンド（エクリプスクロス、3代目RVRの2019年8月改良型に設定のボディカラー）、純正ケミカル類｢ダイヤクイーン｣
  - 三菱電機：オーディオダイヤトーン、電気温水器ダイヤホット、太陽光発電システムダイヤモンドソーラー、コンピュータ用ディスプレイダイヤモンドトロン、ダイヤモンドクリスタ、携帯電話形式名のメーカー符号｢D｣(ダイヤの頭文字)。
  - 三菱重工業：新聞輪転機ダイヤモンドスター
  - 三菱ロジスネクスト（旧・三菱重工業フォークリフト部門→ニチユ三菱フォークリフト）：フォークリフトグリンディア
  - 三菱UFJニコス：クレジットカードのDCカード（DCはダイヤモンドクレジットの略。かつては発行会社名もダイヤモンドクレジットだったほか、カードの名称もダイヤモンドカードだった）
  - 明治生命保険：かつての主力商品はダイヤモンド保険
  - 三菱石油：ダイヤモンドガソリン
- 一方で、｢3｣の部分に着目した名前がつけられることもある。(トレディア、トライトン(tri+トン)から)など
- Jリーグの「浦和レッズ」は三菱重工業サッカー部の後身であり、「レッドダイヤモンズ」の由来は赤いスリーダイヤであるといわれている。
- 三菱自動車岡崎硬式野球部が練習拠点として使用する岡崎市民球場には「岡崎レッドダイヤモンドスタジアム」という愛称が付けられている。こちらも、浦和レッズと同じく赤いスリーダイヤが由来となっている。
- B.LEAGUEに所属する男子プロバスケットボールチーム、「名古屋ダイヤモンドドルフィンズ」は、三菱電機名古屋男子バスケットボール部の後身である。
- 大阪市にある土佐稲荷神社は三菱グループ発祥の地であり、神紋にはスリーダイヤがあしらわれている。